# Julio Iglesias
Julio Iglesias (født 23. september 1943 i Madrid) er en spansk sanger og komponist. Han er søn af gynækologen Julio Iglesias Sr. og far til syv børn, hvoraf den mest kendte er popsangeren Enrique Iglesias.
Iglesias er Spaniens mest sælgende kunstner med 250 millioner solgte plader fordelt på 77 udgivelser på flere sprog. Iglesias bliver ofte karakteriseret som en "smørtenor" på grund af hans smægtende, bløde stemme, der nærmest sniger sig rundt om tilhørerne. Han er en yderst yndet trækplaster, hvorend han optræder og har i alt givet mere end 5000 koncerter. Iglesias har sunget og indspillet sange på spansk, engelsk, tysk, italiensk, fransk og portugisisk. I 1970 deltog han for Spanien i det Internationale Melodi Grand Prix i Amsterdam med sangen Gwendolyne, der fik en fjerdeplads ud af 12 bidrag.
Iglesias karriere har ikke fra begyndelsen været sporet ind på sang og musik: Han var i en periode målmand på det verdensberømte spanske fodboldhold Real Madrid – mens han studerede jura. Han indstillede fodboldkarrieren efter en skadespause og udviklede herefter sine talenter som sangskriver og sanger. Det har givet ham en stjerne på Hollywood Walk of Fame.
Han bor i Miami i Florida i USA.

## Diskografi
| - Yo Canto (1969) - Gwendolyne (1970) - Por una mujer (1972) - Soy (1973) - Und das Meer singt sein Lied (1973) - A Flor de Piel (1974) - A México (1975) - El Amor (1975) - América (1976) - En el Olympia (1976) - Se mi lasci, non vale (1976) - Schenk mir deine Liebe (1976) - A mis 33 años (1977) - Sono un pirata, sono un signore (1978) - Emociones (1978) - Aimer La Vie (1978) - Innamorarsi alla mia età (1979) - A vous les femmes (1979) |  | - Hey! (1980) - Sentimental (1980) - Amanti (1980) - De niña a mujer (1981) - Fidèle (1981) - Zartlichkeiten (1981) - Minhas canções preferidas (1981) - Momentos (1982) - Momenti (1982) - Et l'amour créa la femme (1982) - In Concert (1983) - Julio (1983) - 1100 Bel Air Place (1984) - Libra (1985) - Un Hombre Solo (1987) - Tutto l'amore che ti manca (1987) - Non Stop (1988) - Raíces (1989) |  | - Latinamente (1989) - Starry Night (1990) - Calor (1992) - Anche senza di te (1992) - Crazy (1994) - La carretera (1995) - Tango (1996) - My Life: The Greatest Hits (1998) - Noche de cuatro lunas (2000) - Una donna può cambiar la vita (2001) - Ao meu Brasil (2001) - Divorcio (2003) - Love Songs (2003) - En français (2004) - Love Songs - Canciones de amor (2004) - L'homme que je suis (2005) - Romantic Classics (2006) - Quelque chose de France (2007) |